# İbrahim Edhem Pascià
Ibrahim Edhem (Chio, 1819 – Istanbul, 1893) è stato un politico ottomano, di origini greche, nonché Gran Visir dell'Impero ottomano dal 1877 al 1878.

## Biografia

### I primi anni
İbrahim Edhem nacque in Grecia, nel villaggio di Sakiz, sull'isola di Chio. Ancora giovane nel 1822 rimase orfano di entrambi i genitori morti durante il Massacro di Chio e venne catturato dai soldati ottomani. Venduto come schiavo al capitan pascià Husrev Pasha, comandante della flotta turca, e venne portato quindi a Costantinopoli per essere adottato quindi dal gran visir Koca Mehmed Hüsrev Pascià. Oltre ai propri figli, Hüsrev Pasha aveva accolto in casa sua molti bambini rimasti orfani e schiavi e li faceva ascendere ad importanti posizioni nella società turca dell'epoca.
Il bambino, rinominato İbrahim Edhem, si distinse presto per intelligenza e dopo aver frequentato le prime scuole di formazione in Turchia, sotto la supervisione di suo padre, il gran visir, e del sultano Mahumd II, fu uno dei tre primi turchi ad essere mandato a studiare in Occidente a Parigi distinguendosi come uno tra i migliori alunni dell'Ecole des Mines. Fu compagno di studi e amico personale di Louis Pasteur. Diplomatosi in ingegneria e tornato poi in Turchia fu il primo ingegnere minerario in senso moderno ed iniziò la sua carriera in questo campo.

### La carriera
Ibrahim Edhem iniziò la sua attività nel campo dell'amministrazione nel ministero del commercio e dei telegrafi (1856-1857), passando poi ai lavori pubblici (aprile-maggio 1863), tornando poi al ministero dei telegrafi (aprile-maggio 1863) e poi nuovamente al commercio dal marzo 1865 al giugno 1866. Dal giugno del 1867 sino al marzo del 1868 fu governatore di Giannina.
Entrato in politica, fu membro del Divan imperiale e poi ministro della guerra (agosto 1870 – marzo 1871), rieletto a tale carica nel giugno del 1871 sino al maggio del 1873. Divenne quindi anche ministro del commercio (settembre 1871 - agosto 1872) e ministro dei lavori pubblici (febbraio 1874 - giugno 1875). Fu quindi ambasciatore a Berlino sino al suo trasferimento al consiglio di stato.
Il 5 febbraio 1877 il sultano Mahumd II lo nominò suo Gran Visir e sotto il suo periodo amministrativo egli inaugurò la Guerra turco-russa del 1877-1878, occupandosi anche di presiedere poi il consiglio di guerra per conto del sultano. Dopo il fallimento della guerra, venne dimesso dall'incarico di gran visir e venne nominato ambasciatore a Vienna.
Fu membro della massoneria.
Morì a Istanbul nel 1893.
Suo figlio primogenito diventò il famoso pittore Osman Hamdi Bey.